# Caryophyllales
Ordre
Classification APG III (2009)
Les Caryophyllales (synonyme : Centrospermales) sont un ordre de plantes dicotylédones comprenant 38 familles (selon la dernière classification APG IV) et 8 600 espèces. Cet ordre est nettement monophylétique comme le montrent de nombreuses synapomorphies.
Les espèces sont notamment caractérisées par des feuilles généralement opposées, des ovules à placentation centrale libre ou basale (d'où l'ancien nom de Centrospermales), souvent campylotropes (d'où l'ancien nom de Curvembryales), et la présence de bétalaïne (à l'exception des Caryophyllaceae qui ont des anthocyanes), pigments azotés qui expliquent que beaucoup des espèces sont des plantes rudérales nitrophiles.
Dans son acception moderne, il comprend aussi tout un groupe de familles dont les similitudes morphologiques sont moins claires (appelé autrefois Polygonales), qui ne produisent jamais de bétalaïnes, et qui contient plusieurs familles de plantes carnivores (comme les Droséracées et les Népenthacées).
D'après des calculs utilisant l'horloge moléculaire, la lignée menant aux Caryophyllales se serait séparée des autres plantes il y a environ 111 millions d'années.

## Liste de familles
En classification phylogénétique APG IV (2016) s'ajoutent les nouvelles familles suivantes : Kewaceae, Macarthuriaceae et Microteaceae, de plus les Petiveriaceae séparées des Phytolaccaceae.
En classification phylogénétique APG III (2009) il comprend les familles suivantes :
- ordre Caryophyllales Juss. ex Bercht. & J.Presl (1820)
- : famille Achatocarpaceae Heimerl (1934)
- : famille Aizoaceae Martinov (1820)
- : famille Amaranthaceae Juss. (1789)
- : famille Anacampserotaceae Eggli & Nyffeler (2010, in press)
- : famille Ancistrocladaceae Planch. ex Walp. (1851)
- : famille Asteropeiaceae Takht. ex Reveal & Hoogland (1990)
- : famille Barbeuiaceae Nakai (1942)
- : famille Basellaceae Raf. (1837)
- : famille Cactaceae Juss. (1789)
- : famille Caryophyllaceae Juss. (1789)
- : famille Didiereaceae Radlk. (1896)
- : famille Dioncophyllaceae Airy Shaw (1952)
- : famille Droseraceae Salisb. (1808)
- : famille Drosophyllaceae Chrtek, Slavíková & Studnicka (1989)
- : famille Frankeniaceae Desv. (1817)
- : famille Gisekiaceae Nakai (1942)
- : famille Halophytaceae A.Soriano (1984)
- : famille Limeaceae Shipunov ex Reveal (2005)
- : famille Lophiocarpaceae Doweld & Reveal (2008)
- : famille Molluginaceae Bartl. (1825)
- : famille Montiaceae Raf. (1820)
- : famille Nepenthaceae Dumort. (1829)
- : famille Nyctaginaceae Juss. (1789)
- : famille Physenaceae Takht. (1985)
- : famille Phytolaccaceae R.Br. (1818)
- : famille Plumbaginaceae Juss. (1789)
- : famille Polygonaceae Juss. (1789)
- : famille Portulacaceae Juss. (1789)
- : famille Rhabdodendraceae Prance (1968)
- : famille Sarcobataceae Behnke (1997)
- : famille Simmondsiaceae Tiegh. (1900)
- : famille Stegnospermataceae Nakai (1942)
- : famille Talinaceae Doweld (2001)
- : famille Tamaricaceae Link (1821)

## Histoire
En classification classique de Cronquist (1981) il comprenait les familles suivantes :
- famille Achatocarpaceae
- famille Aizoaceae
- famille Amaranthaceae
- famille Basellaceae
- famille Cactaceae (famille des cactus)
- famille Caryophyllaceae (famille des œillets véritables)
- famille Chenopodiaceae (famille de l'épinard)
- famille Didiereaceae
- famille Molluginaceae
- famille Nyctaginaceae (famille du bougainvilliers)
- famille Phytolaccaceae
- famille Portulacaceae

La classification phylogénétique APG (1998) et la classification phylogénétique APG II (2003) ont étendu cet ordre. L'ordre est plus près de la sous-classe Caryophyllidae de Cronquist. En APG II la circonscription est :
- ordre Caryophyllales
- : famille Achatocarpaceae
- : famille Aizoaceae
- : famille Amaranthaceae (incl. Chenopodiaceae )
- : famille Ancistrocladaceae
- : famille Asteropeiaceae
- : famille Barbeuiaceae
- : famille Basellaceae
- : famille Cactaceae
- : famille Caryophyllaceae
- : famille Didiereaceae
- : famille Dioncophyllaceae
- : famille Droseraceae
- : famille Drosophyllaceae
- : famille Frankeniaceae
- : famille Gisekiaceae
- : famille Halophytaceae
- : famille Molluginaceae
- : famille Nepenthaceae
- : famille Nyctaginaceae
- : famille Physenaceae
- : famille Phytolaccaceae
- : famille Plumbaginaceae
- : famille Polygonaceae
- : famille Portulacaceae
- : famille Rhabdodendraceae
- : famille Sarcobataceae
- : famille Simmondsiaceae (famille du jojoba)
- : famille Stegnospermataceae
- : famille Tamaricaceae